# 포도송이말과
포도송이말과(Botryococcaceae)는 트레보욱시아강 트레보욱시아목에 속하는 녹조류과의 하나이다. 4속 19종으로 이루어져 있다.

## 하위 속
- 포도송이말속 (Botryococcus) - 14종
- Caulodendron - 유일종 C. dichotomococcoides
- 갈퀴공말속 (Dichotomococcus) - 3종
- Selenodictyon - 유일종 S. brasiliense